# Anwar Ibrahim
Dato' Seri Anwar bin Ibrahim (en Jawi: انور بن ابراهيم‎; n. Bukit Mertajam, 10 de agosto de 1947) es un político malasio, actual primer ministro de Malasia y líder de la coalición Pakatan Harapan. Ejerció como Líder de la Oposición Federal entre 2008 y 2015, y es cofundador del Partido de la Justicia Popular (Parti Keadilan Rakyat) junto a su esposa, Wan Azizah Wan Ismail.
Anwar fue miembro de la Organización Nacional de los Malayos Unidos (UMNO), partido gobernante de Malasia entre 1957 y 2018, y principal componente de la coalición Barisan Nasional. Durante su período en el partido, asumió como vice primer ministro de Malasia en el gobierno de Mahathir Mohamad, el 1 de diciembre de 1993, siendo visto como el principal candidato para sucederlo cuando se retirara. Lideró interinamente el país durante la crisis financiera asiática y el éxito de sus medidas para combatirla lo convirtieron en una importante figura política ante el público en general y la comunidad internacional. Sin embargo, el 2 de septiembre de 1998 fue removido del cargo y, semanas después, arrestado y enjuiciado por sodomía homosexual y abuso de poder, supuestamente por haber utilizado sus influencias para coaccionar a hombres con los que mantenía relaciones, siendo sentenciado en abril de 1999 a cinco años de prisión.
Tras su liberación en 2004, Anwar se convirtió en la principal figura opositora del país y ayudó a unir a los partidos de oposición en la coalición Pakatan Rakyat (Pacto Popular), aunque con una prohibición de participar en la política por cuatro años, que vencía el 14 de abril de 2008. El gobierno de Abdullah Ahmad Badawi adelantó las elecciones a un mes antes de esa fecha, lo cual fue visto como una estratagema para impedir su candidatura. Sin embargo, esto no evitó que la coalición, liderada por la esposa de Anwar, Wan Azizah, lograse hacer sufrir al Barisan Nasional una fuerte debacle, perdiendo la mayoría de dos tercios y cuatro gobiernos estatales. Tras el fin de su prohibición política, Anwar disputó con éxito una elección parcial para el escaño de su esposa, que renunció con tal objetivo, y se convirtió en Líder de la Oposición Federal tras imponerse con el 67 % de los votos en su circunscripción. El crecimiento opositor logró forzar la salida anticipada de Abdullah del poder y su reemplazo por Najib Razak en abril de 2009.
En las elecciones federales de 2013, el Pakatan Rakyat obtuvo el 50.87 % de los votos, pero el Barisan Nasional logró conservar el gobierno gracias al gerrymandering, quedando la oposición con 89 escaños contra 133 del oficialismo. Ante esta situación, el gobierno de Najib Razak comenzó a tener giros autoritarios. En 2015, un nuevo juicio y condena por sodomía envió a Anwar a prisión, siendo suplantado por su esposa como líder de la coalición opositora. El nuevo juicio a Anwar nuevamente fue considerado políticamente motivado. Meses después, ante el encarcelamiento de Anwar, el Pakatan Rakyat colapsó debido a las fricciones de sus partes con el Partido Islámico de Malasia (PAS), que abandonó la alianza. Fue reemplazado por el Pakatan Harapan (Pacto de la Esperanza). En 2016, el Pakatan Harapan se fortaleció con la inesperada adición de Mahathir Mohamad, que decidió unir fuerzas con Anwar para acabar con el gobierno de Najib, firmándose para tal fin la Declaración de los Ciudadanos de Malasia en marzo de ese mismo año.
Finalmente, en las elecciones federales del 9 de mayo de 2018, el Pakatan Harapan obtuvo una histórica victoria, logrando la mayoría con 113 de los 222 escaños y arrebatando el poder el Barisan Nasional por primera vez desde la independencia. Mahathir volvió a ser elegido primer ministro, y Anwar fue liberado de prisión el 15 de mayo, tras obtener un perdón real, y con el acuerdo de asumir como próximo primer ministro de Malasia en 2019 o 2020. El 13 de septiembre de 2018, confirmó su intención de disputar la elección parcial por el escaño de Port Dickson, con el objetivo de acceder nuevamente a un cargo legislativo. En las elecciones parciales, triunfó por aplastante margen con el 71.32% de los votos, resultando elegido diputado para el período 2018-2023.

## Primeros años
Anwar Ibrahim nació el 10 de agosto de 1947 en, Bukit Mertajam, Penang. Su nombre, Anwar, de origen árabe, significa "brillante" o "luminoso". Su padre Datuk Haji Ibrahim Abdul Rahman es un exmiembro del Parlamento y Secretario Parlamentario del Ministerio de Salud de Malasia. Su madre, Che Yan Hussein, fue miembro del Movimiento Femenino de la UMNO. En 1978, se casó con la Dr. Wan Azizah Datuk Ismail, estudiante del Royal College of Surgeons, Dublín, Irlanda, que luego ejerció en la clínica oftalmológica en el Hospital Universitario Petaling Jaya. Tuvieron seis hijos. Su hija mayor, Nurul Izzah es actualmente diputada por el distrito de Lembah Pantai, Kuala Lumpur.
De niño, asistió a la escuela primaria en la Escuela Nacional de Stowell, Bukit Mertajam, Penang. Posteriormente, continuó sus estudios de educación secundaria en el colegio malayo de Kuala Kangsar (MCKK) entre 1960 y 1966. Mientras que en MCKK, fue activo en la Asociación de malaya y la escuela vicepresidente. También fue designado MCKK Presidente del Consejo de Supervisión. En 1967, comenzó sus estudios en la Universidad de Malasia, logrando una licenciatura en "Estudios Malayos".
De 1968 a 1971, como estudiante, Anwar fue el presidente de la Unión Nacional de Estudiantes Musulmanes de Malasia. Por la misma época, también fue presidente de la Sociedad de Lengua Malaya de la Universidad Malaya (en malayo: Persatuan Bahasa Melayu Universiti Malaya o PBMUM). En 1971, fue miembro del comité pro tem de Angkatan Belia Islam Malaysia (ABIM) o Movimiento de Jóvenes Musulmanes de Malasia, que cofundó. Al mismo tiempo, fue elegido como el segundo presidente del Consejo de la Juventud de Malasia o Majlis Belia Malaysia (MBM). En 1974, Anwar fue arrestado durante protestas estudiantiles contra la pobreza rural y el hambre. Esto llegó cuando apareció un informe que decía que una familia murió de inanición en un pueblo de Baling, en el estado de Kedah, que luego se demostró que era falso. Sin embargo, los recolectores de caucho en Baling estaban experimentando graves dificultades ya que el precio del caucho cayó en 1974. Fue encarcelado bajo la Ley de Seguridad Interna, que permite la detención sin juicio, y pasó veinte meses en el Centro de Detención de Kamunting. Desde 1975 hasta 1982 se desempeñó como representante para Asia-Pacífico de la Asamblea Mundial de la Juventud Musulmana (WAMY). Anwar Ibrahim es también cofundador del Instituto Internacional de Pensamiento Islámico (IIIT) en Estados Unidos (fundado en 1981). Anwar ha sido uno de los cuatro directores en funciones, miembro de la junta del IIIT, y fiduciario. También fue canciller de la Universidad Internacional Islámica de Kuala Lumpur entre 1983 y 1988.

## Carrera dentro del Barisan Nasional

### Inicios y ascenso
En 1982, Anwar, quien fue el líder fundador y segundo presidente de una organización islámica juvenil llamada Angkatán Belia Islam Malasia (ABIM), sorprendió a sus amigos y partidarios liberales al afiliarse a la oficialista Organización Nacional de los Malayos Unidos (UMNO), liderada por Mahathir Mohamad, primer ministro desde 1981. Ascendió rápidamente en las filas políticas: su primera oficina ministerial fue la de ministro de Cultura, Juventud y Deportes en 1983; después de eso, dirigió el Ministerio de Agricultura en 1984 antes de convertirse en ministro de Educación en 1986. Para entonces, abundaban las especulaciones sobre el ascenso de Anwar a la posición del vice primer ministro, ya que era un fenómeno común en Malasia que el ministro de Educación asumiera el posición del vicepresidente principal en el futuro cercano.
Durante su mandato como ministro de Educación, Anwar introdujo numerosas políticas en el currículo escolar nacional. Uno de sus principales cambios fue cambiar el nombre del idioma nacional de Bahasa Malaysia a Bahasa Melayu. Los no malayos criticaron esta medida ya que causaría que la generación más joven se separe del idioma nacional, ya que lo atribuirían a ser algo que pertenece a los malayos y no a los malasios. Como ministro de educación, Anwar fue elegido como el 25.º presidente de la Conferencia General de la UNESCO. En 1988, Anwar Ibrahim se convirtió en el segundo presidente de la Universidad Islámica Internacional de Malasia.

### Vice primer ministro y crisis financiera

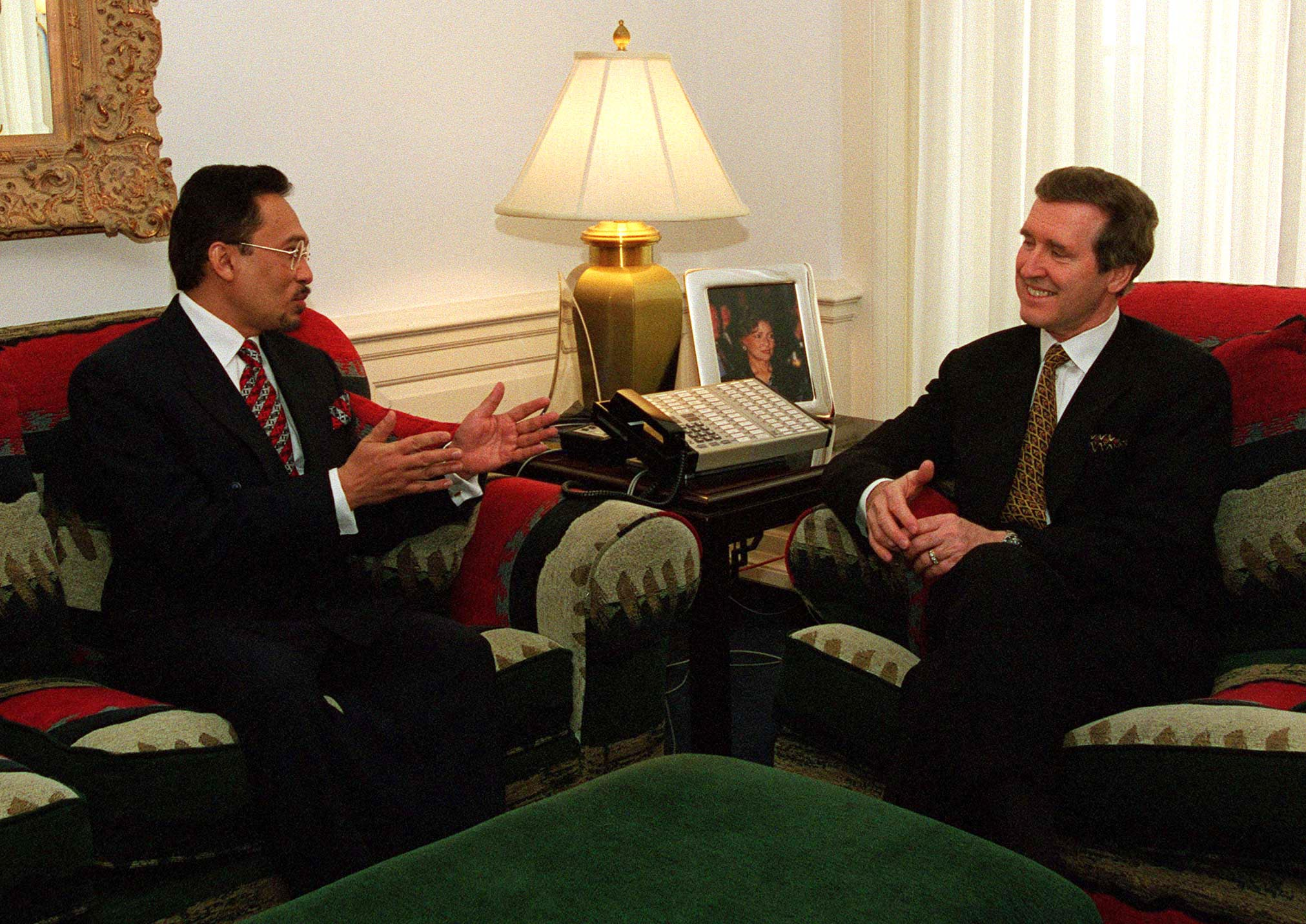
Anwar como vice primer ministro, junto al Secretario de Estado de los Estados Unidos, William S. Cohen, abril de 1998.

En 1991, Anwar fue nombrado ministro de Finanzas, y en 1993, tras derrotar a Ghafar Baba en una primaria indirecta, fue elegido vicepresidente de la UMNO, siendo designado vice primer ministro de Malasia. Durante su mandato como ministro de Finanzas, su impacto fue inmediato; Malasia disfrutó de una prosperidad y un crecimiento económico sin precedentes. Poco después de convertirse en ministro de Finanzas, Euromoney lo nombró como uno de los primeros cuatro ministros de finanzas y en 1996 Asiamoney lo nombró Ministro de Finanzas del Año. Como vice primer ministro, Anwar disfrutó de una amplia popularidad ante el público, y era visto como el sucesor declarado de Mahahtir. En público, Anwar destacó varias veces la relación de "padre e hijo" que mantenía con Mahathir.
En 1997, Mahathir se tomó dos meses de vacaciones y dejó a Anwar a cargo del gobierno y del liderazgo del partido interinamente. Para ese entonces, sin embargo, la relación entre ambos había comenzado a deteriorarse debido a sus opiniones distintas en cuanto a la gobernanza. Ese mismo año y durante el período interino de Anwar se desató la crisis financiera asiática. Anwar, como Ministro de Finanzas, apoyó el plan del Fondo Monetario Internacional (FMI). También instituyó un paquete de austeridad que redujo los gastos del gobierno en un 18 %, recortó los sueldos ministeriales y postergó los grandes proyectos. Los "megaproyectos", a pesar de ser una piedra angular de la estrategia de desarrollo de Mahathir, se vieron enormemente restringidos. Aunque muchas compañías malasias se enfrentaron a la bancarrota, Anwar declaró: "No se trata de ningún rescate, los bancos podrán protegerse y el gobierno no interferirá". Anwar abogó por un enfoque de libre mercado para la crisis, incluida la inversión extranjera y la liberalización del comercio. Mahathir culpó a los especuladores de divisas como George Soros por la crisis, y apoyó los controles de divisas y una regulación más estricta de la inversión extranjera.

### Caída en desgracia
En 1998, la revista Newsweek nombró a Anwar el "asiático del año". Sin embargo, en ese año, los asuntos entre Anwar y Mahathir llegaron a un punto crítico alrededor de la Asamblea General cuadrienal de la UMNO. El ala de la Juventud de la UMNO, encabezada por un asociado de Anwar, Ahmad Zahid Hamidi, notificó que iniciaría un debate sobre "amiguismo y nepotismo". En la Asamblea General, un libro, 50 Dalil Kenapa Anwar Tidak Boleh Jadi PM ("50 Razones por las cuales Anwar no puede convertirse en Primer Ministro") se circuló conteniendo alegatos gráficos de supuesta homosexualidad, así como acusaciones de corrupción contra Anwar. El libro fue escrito por Khalid Jafri, del Harian National. Anwar obtuvo una orden judicial para evitar la distribución del libro y presentó una demanda contra el autor por difamación. La policía acusó al autor del libro de publicación maliciosa de noticias falsas. La policía recibió instrucciones de investigar la veracidad de los reclamos.
El 2 de septiembre de 1998, Anwar fue destituido como vice primer ministro y ministro de Finanzas, y rápidamente expulsado de la UMNO. No se dieron razones inmediatas para el despido, aunque los medios especularon que estaba relacionado con acusaciones espeluznantes de mala conducta sexual circuladas en una "carta de envenenamiento" en la asamblea general. En lo que el Sydney Morning Herald denominó un "ataque descaradamente político", Anwar fue arrestado el 20 de septiembre de 1998. Posteriormente fue acusado de corrupción por supuestamente interferir con las investigaciones policiales sobre denuncias de conducta sexual inapropiada contra él. Mientras estaba bajo custodia policial en 1998, Anwar fue golpeado por el entonces inspector general de la Policía, Rahim Noor. El ojo morado de Anwar, visto por sus partidarios desde la ventana de la celda, es en la actualidad el escudo de su partido, y de hecho sería el símbolo electoral con el que la alianza Pakatan Harapan disputaría y ganaría las elecciones de 2018. Posteriormente, Rahim fue declarado culpable de asalto y encarcelado durante dos meses en el año 2000. Realizó una disculpa pública a Anwar y pagó una suma no revelada por los daños.
En abril de 1999, después de un controvertido e irregular juicio, Anwar fue condenado a seis años de prisión. Dos meses más tarde, fue sentenciado a nueve años de prisión, a lo que se le ordenó servir después de completar su sentencia de seis años por el caso de sodomía. Su juicio y condena fueron ampliamente desacreditados por la comunidad internacional. Amnistía Internacional afirmó que el juicio "expuso un patrón de manipulación política de instituciones clave del Estado, incluida la policía, la fiscalía y el poder judicial" y declaró a Anwar preso de conciencia, afirmando que había sido arrestado para silenciarlo como oponente político. La secretaria de Estado de los Estados Unidos Madeleine Albright, describió a Anwar como "un líder altamente respetable, que tiene derecho al debido proceso y a un juicio justo". Muchos líderes mundiales, incluido el vicepresidente estadounidense Al Gore, pidieron su liberación.

## MovimientoReformasiy Partido de la Justicia Popular
Poco después de que Anwar fuera destituido como vice primer ministro por el entonces primer ministro Mahathir Mohamad, Anwar y sus partidarios iniciaron el movimiento Reformasi (Reforma). Consistió en varias manifestaciones masivas y mítines contra el gobierno del Barisan Nasional. En la Cumbre de APEC de 1998 en Kuala Lumpur, el vicepresidente de los Estados Unidos, Al Gore, pronunció un discurso de apoyo a Anwar y al movimiento de reformasi ante el primer ministro de Malasia y otros premieres de Asia y el Pacífico.
Reformasi condujo a la formación de un nuevo partido multirracial llamado Parti Keadilan Nasional (Partido de la Justicia Nacional). En 1999, se realizaron las elecciones federales. El nuevo Parti Keadilan Nasional, el Partido Islámico de Malasia y el Partido de Acción Democrática formaron un Barisan Alternatif (Frente Alternativo), en una iniciativa combinada para reemplazar al gobierno del BN. Aunque el BA no logró obtener, siquiera, un tercio del parlamento, logró polarizar notoriamente la elección al superar el 40 % de los votos, algo insólito en la política electoral de Malasia. En agosto de 2003, Parti Keadilan Nasional se fusionó con Parti Rakyat Malaysia (Partido Popular de Malasia) para formar Parti Keadilan Rakyat (PKR) o Partido de la Justicia Popular encabezado por Wan Azizah como presidenta.

## Prohibición política

### Años en prisión

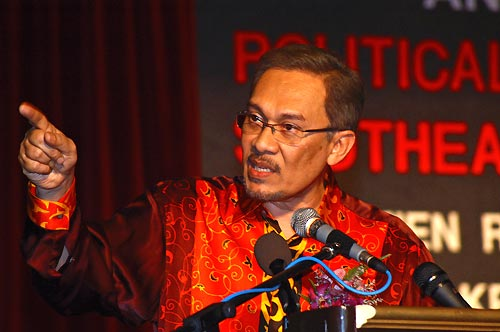
Anwar Ibrahim dando un discurso en noviembre de 2005.

Poco después de su despido y enjuiciamiento, en 1999, Anwar interpuso una demanda contra el primer ministro Mahathir por difamación por supuestamente pronunciar acusaciones de actos inmorales y llamar a Anwar homosexual en una conferencia de prensa en Malasia. El veredicto de sodomía fue parcialmente revocado en 2004, lo que resultó en la liberación de Anwar de la prisión el 2 de septiembre, ya que él ya había cumplido su sentencia por corrupción. El autor del libro murió en 2005 de complicaciones derivadas de la diabetes, pero antes que eso fue condenado por el Tribunal Supremo por injuria y debió pagar a Anwar millones de ringgits como compensación por lo sucedido.
El 8 de marzo de 2010, el Tribunal Federal dictaminó que el despido en 1998 de Anwar de sus cargos en el gabinete por parte de Mahathir era constitucional y válido, lo que significaba que Anwar había fallado en su intento de impugnar las razones de su despido. Aunque el punto era ahora discutible, el 6 de septiembre de 2004 se celebró una apelación sobre las acusaciones de corrupción. Según la legislación de Malasia, se prohíbe a una persona realizar actividades políticas durante cinco años después del final de su condena. El éxito en esta apelación le habría permitido volver a la política de inmediato.
El 7 de septiembre, el tribunal aceptó escuchar la apelación de Anwar. Sin embargo, el 15 de septiembre, el Tribunal de Apelación decidió por unanimidad que su decisión anterior de mantener un fallo del Tribunal Supremo que declaraba culpable a Anwar estaba en orden, relegando a Anwar al margen de la política malasia hasta el 14 de abril de 2008. La única forma de que Anwar liberado de esta restricción habría sido para él recibir un perdón del Yang di-Pertuan Agong.

### Enseñanza y trabajo sin fines de lucro
Después de su liberación de prisión, Anwar ocupó cargos docentes en St. Antony's College, Oxford, donde fue compañero visitante y miembro asociado principal de la Facultad de Estudios Internacionales Avanzados de la Universidad Johns Hopkins en Washington D. C. como Distinguido Senior Visiting Fellow, y en 2005-2006 como profesor visitante en el Prince Alwaleed Center for Muslim-Christian Understanding en la Escuela de Servicio Exterior de la Universidad de Georgetown. En marzo de 2006 fue nombrado presidente honorario de la organización con sede en Londres, AccountAbility.
En julio de 2006, Anwar fue elegido presidente de Foundation for the Future, con sede en Washington. En esta capacidad, firmó la carta del 1 de octubre de 2006 a Robin Cleveland del Banco Mundial, solicitando la transferencia de Shaha Riza del Departamento de Estado de los Estados Unidos a la Fundación. Esta transacción condujo a la renuncia de Paul Wolfowitz como presidente de la organización. Fue uno de los signatarios de "Una palabra común entre nosotros y usted" en 2007, una carta abierta de eruditos islámicos a los líderes cristianos, llamando a la paz y la comprensión.

### Retorno a la política
En noviembre de 2006, Anwar anunció que planeaba postularse para diputado del Dewan Rakyat en 2008 luego de que su inhabilitación expirara. Anwar criticó las políticas del gobierno después de su liberación de la cárcel, sobre todo la polémica Nueva Política Económica (NEP), que proporcionaba una acción afirmativa para los bumiputras. La política establece un número de cuotas, como unidades de vivienda y ofertas públicas iniciales, que deben cumplirse. Antes de volver a obtener el derecho de postularse para el parlamento en 2008, actuó como un "asesor" del PKR, el partido del que es presidente su esposa, Wan Azizah. Estuvo a la vanguardia en la organización de un mitin masivo en noviembre de 2007, llamado la Manifestación del Bersih 2007, que tuvo lugar en el Dataran Merdeka Kuala Lumpur para exigir elecciones limpias y justas. La reunión fue organizada por BERSIH, una coalición integrada por partidos políticos y grupos de la sociedad civil, y atrajo a simpatizantes de todo el país.
La fecha electoral, sin embargo, se fijó para el 8 de marzo de 2008, medida que fue duramente criticada como una estratagema del Barisan Nasional para impedir la postulación de Anwar. Este declaró que el primer ministro de turno, Abdullah Ahmad Badawi, estaba convirtiendo la situación en algo personal. Su esposa, Wan Azizah, se postuló para diputada y declaró que, en cuanto la prohibición expirase, renunciaría para que Anwar fuese candidato en la subsecuente elección parcial. Durante la campaña, cuando se le preguntó al ex primer ministro Mahathir que opinaba de la posibilidad de que Anwar resultase electo primer ministro, él respondió que sería: "un buen primer ministro de Israel".
Al momento de las elecciones, la oposición, encabezada por Wan Azizah, fundó el Pakatan Rakyat (Pacto Popular) integrada por el PKR, el DAP y el PAS, siendo la segunda coalición tripartita desde el fracasado Barisan Alternatif. A pesar de la proscripción de Anwar, las denuncias de fraude y el alto sesgo mediático, el Barisan Nasional perdió la mayoría absoluta de dos tercios, que conservaba desde 1973. El Pakatan Rakyat logró el 47.79 % de los votos y 82 escaños, el mejor resultado para una sola fuerza opositora hasta entonces, y logró tomar el control de los estados de Kedah, Penang, Perak, y Selangor, además de conservar Kelantan en manos del PAS. Hasta entonces, el BN controlaba el 90 % de los escaños parlamentarios y gobernaba doce de los trece estados.

### Elección parcial de Permatang Pauh

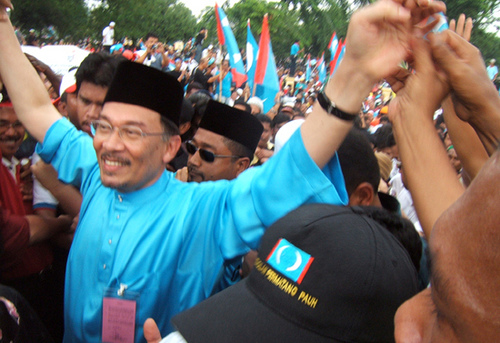
Anwar durante el Día de la Nominación para las elecciones parciales de Permatang Pauh, que marcaron su retorno al legislativo malasio.

El 14 de abril de 2008, Anwar celebró su regreso oficial a la escena política, ya que su prohibición de un cargo público expiró una década después de que fue despedido como vice primer ministro. Una reunión de más de 40,000 partidarios saludó a Anwar en una manifestación de bienvenida a su regreso a la política. La policía interrumpió a Anwar después de que se había dirigido a la manifestación durante casi dos horas y le pidió que detuviera la reunión ya que no había permiso legal para la manifestación. El 29 de abril de 2008, después de una década de ausencia, Anwar regresó al parlamento, aunque fue invitado como invitado de Wan Azizah, que ejerció como la primera mujer líder de la oposición en la historia del Parlamento de Malasia.
Wan Azizah dimitió como diputada el 31 de julio de 2008, con Anwar habilitado para ser candidato del Pakatan Rakyat. Anwar fue sorpresivamente acusado el 7 de agosto de 2008 por sodomía bajo la Sección 377B del Código Penal, alimentando las especulaciones sobre una posible conspiración por parte del gobierno de Malasia para descarrilar su campaña electoral. La acusación en última instancia no prosperó y los documentos de Anwar fueron aceptados el Día de la Nominación, el 16 de agosto. El Barisan Nasional presentó a Arif Shah Omar Shah como candidato, y el Partido del Bienestar de la Patria Humana (AKIM), postuló a Hanafi Hamat. Los medios de comunicación calificaron el comicio como "la madre de todas las elecciones parciales" por su incidencia en la política nacional. Durante la campaña, Anwar declaró que su principal objetivo sería convencer a al menos 30 diputados de la UMNO y de otros partidos del Barisan Nasional de desertar y así lograr una mayoría de gobierno para el Pakatan Rakyat. Declaró: "El Barisan Nasional está claramente abrumado. Ya no es una elección parcial. Es más que eso", el entonces vice primer ministro Najib Razak admitió que el partido gobernante era el menos favorecido, pero afirmó: "Va a ser una tarea cuesta arriba, pero nada es imposible en política".
El 26 de agosto, en una elección casi puramente polarizada, Anwar derrotó a Omar Shah por más del doble de votos, recibiendo 31 195 contra 15 524 de su contrincante. El tercer candidato, Hanafi, recibió 92 votos y perdió su depósito al no superar el 12 %. De 58 459 votantes registrados, 47 410 emitieron sufragio, dando como resultado una participación superior al 80 %. El diputado electo prestó juramento el 28 de agosto de 2008, asumiendo simultáneamente el cargo de Líder de la Oposición Federal.

## Líder de la Oposición Federal

### Intentos de formar gobierno

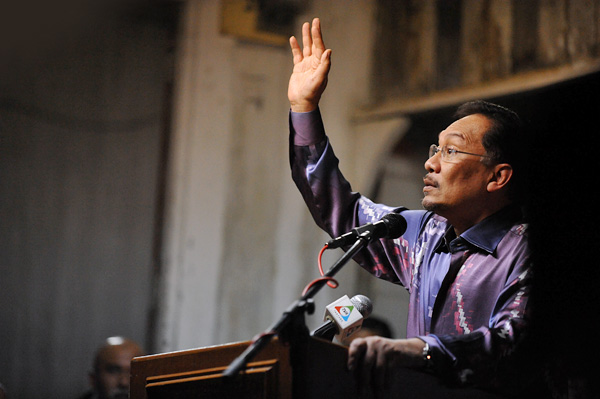
Anwar Ibrahim como Líder de la Oposición Federal, enero de 2009.

Al momento de asumir como diputado, Anwar declaró la necesidad de la liberalización, incluido un poder judicial independiente y medios libres, para combatir la corrupción endémica que considera que empuja a Malasia a un estado fallido. Tras la renuncia de Abdullah, y la juramentación de Najib Razak como primer ministro el 3 de abril, Anwar continuó atacándolo, en su primer día como primer ministro, afirmando que encontró inconsistencias en la decisión de este último de liberar a trece detenidos por la Ley de Seguridad Interna (ISA). Dijo que mientras existiera el ISA, el Barisan Nasional podría detener a los ciudadanos a voluntad. En septiembre de 2011, el primer ministro Najib Razak actuó para abolir el ISA y otras tres leyes, pero algunos miembros de la oposición no vieron esto de manera positiva.
Anwar ha perdido varios plazos que él personalmente fijó para la transferencia de poder: el más reciente fue el martes 16 de septiembre de 2008. Anwar dijo que necesitaría más tiempo, y la recalibración de su mensaje no pasó desapercibida: el vice primer ministro Najib Razak eligió ese día para iniciar un programa de internet de banda ancha que Anwar se opone, diciendo que no había dudado de que el gobierno todavía estaría en el poder el 16 de septiembre. El ex primer ministro Abdullah Badawi también señaló que Anwar había perdido su propio plazo, y desestimó su reclamo de haber asegurado la deserción de 30 diputados.
Para el 25 de septiembre, Anwar todavía no había acumulado suficientes votos, creando dudas para los malasios sobre si realmente estaba listo para tomar el poder, particularmente a la luz de su incumplimiento de su propio plazo del 16 de septiembre para la transición del poder. Mientras tanto, la UMNO tuvo su propia reunión del partido, para negociar la dimisión del primer ministro Abdullah Ahmad Badawi del poder en junio de 2009, un año antes de lo prometido anteriormente.
El 24 de octubre de 2008, Anwar admitió problemas con su intento estancado de derrocar a la mayoría de la UMNO, diciendo que Pakatan Rakyat se está quedando sin opciones para crear una mayoría. Su "credibilidad entre los malasios ordinarios se ha debilitado un poco después del 16 de septiembre y la nueva promesa de formar un nuevo Gobierno no ha generado el tipo de anticipación o entusiasmo que antes". Los medios de comunicación dentro del país han adoptado una postura cada vez más hostil hacia las protestas de Anwar y las amenazas fallidas de formar un gobierno mayoritario.
El 30 de marzo de 2010, Anwar Ibrahim alegó ante el Dewan Rakyat que la campaña "1Malaysia" se reflejó en el concepto "One Israel" y fue diseñado por Mindteams Sdn Bhd, una sucursal en Malasia de Apco Worldwide, una compañía internacional de relaciones públicas contratada por el gobierno malasio que también creó el concepto One Israel en 1999 para el entonces primer ministro israelí Ehud Barak. El gobierno de Barisan Nasional ha afirmado que era falso y sus legisladores han presentado una moción para censurar a Anwar por engañar al Parlamento sobre sus acusaciones de 1Malaysia-One Israel que fue aprobada por el Parlamento el 22 de abril de 2010.

### Elecciones federales de 2013
En la decimotercera elección federal, Anwar Ibrahim como Líder de la Oposición encabezó la campaña del Pakatan Rakyat como candidato a primer ministro. Fueron los comicios más competitivos que celebraría el país y existía por primera vez una posibilidad de que el Barisan Nasional perdiera. El 25 de febrero de 2013, el Pakatan Rakyat lanzó su manifiesto titulado Manifiesto del Pueblo, esperando captar la atención de los trece millones de votantes, y comprometiéndose a reducir su carga financiera, entre otras promesas. Anwar declaró que, si su coalición salía derrotada limpiamente, se retiraría de la política, declarándolo ante una conferencia de prensa con medios australianos: "Intentaré lo mejor. Confío en que ganaremos, pero si no sucede, renunciaré". En una entrevista con ABC News, cuando el entrevistador, Jim Middleton, lo definió como "el Lee Kuan Yew de la oposición malasia", Anwar afirmó que aún no estaba en esa etapa.
La participación estuvo cerca del 85 %, siendo la más alta de la historia del país. En una jornada sumamente controvertida, el Pakatan Rakyat fue la alianza más votada con el 50.87 % de los votos, contra el 47.38 % del Barisan Nasional, siendo la primera vez que el frente oficialista obtenía menos votos que otra fuerza política. Sin embargo, debido al irregular sistema de escrutinio mayoritario uninominal malasio, con una mala distribución de escaños (gerrymandering), el BN conservó la mayoría absoluta con 133 escaños contra 89 del PR. Aduciendo el triunfo por voto popular, y denunciando fraude electoral generalizado en circunscripciones clave, Anwar no reconoció los resultados y, por lo tanto, se negó a dimitir como líder de su partido.
El 7 de mayo de 2013, Anwar Ibrahim se comprometió a liderar un "movimiento feroz" para reformar el sistema electoral del país y desafiar los resultados. El 8 de mayo de 2013, unas 120 000 personas vestidas de negro se reunieron en el estadio Petaling Jaya, Kelana Jaya, Selangor, para asistir a una manifestación organizada por Anwar para protestar contra los resultados electorales y exigir elecciones libres y justas. Desde entonces, el movimiento # Black505 continuó durante otros 2 meses con giras por todo el país. El 22 de junio de 2013 se celebró en la sala del templo de Thean Hou una cena de recaudación de fondos #Black505, celebrada con éxito por Tan Kee Kwong en nombre del PKR. Anwar Ibrahim lanzó inmediatamente una petición para impugnar el resultado de más de 30 escaños parlamentarios en julio de 2013, pero los casos fueron expulsados del Tribunal Electoral por razones técnicas.

### Segunda acusación de sodomía
Durante todo su mandato como líder opositor, Anwar recibió nuevas acusaciones de sodomía que fueron vistas como políticamente motivadas. En julio de 2008, fue arrestado por acusaciones de sodomizar a uno de sus ayudantes masculinos, pero fue absuelto del cargo en enero de 2012. El juez que preside dictaminó que las pruebas de ADN utilizadas en el caso se habían visto comprometidas. Sin embargo, el 7 de marzo de 2014, el tribunal de apelación invalidó el fallo del tribunal superior que restablecía la condena. La decisión se tomó mientras Anwar se preparaba para participar en las elecciones parciales del 23 de marzo de 2014, que se esperaba que ganara. La condena le impidió mantenerse en pie. Human Rights Watch fue crítico con la decisión y dijo que tenía motivaciones políticas.
El 29 de junio de 2008, el portal de noticias en línea Malaysiakini informó que un asistente de Anwar, Saiful Bukhari Azlan, había presentado un informe policial en el que afirmaba que había sido sodomizado por Anwar. Anwar dijo que la posibilidad de una sentencia de prisión como resultado de las acusaciones podría verse como un intento de sacarlo de la dirección de la oposición después de su creciente apoyo y victorias electorales. También reafirmó su inocencia y citó pruebas en forma de informes médicos. Anwar fue declarado no culpable el 9 de enero de 2012 por el Tribunal Superior. El juez presidente, el juez Mohamad Zabidin Mohd Diah, determinó que las pruebas de ADN presentadas por la fiscalía no eran confiables. Once días después, la fiscalía presentó una apelación contra la absolución.
Dos años más tarde, el Tribunal de Apelación anuló la absolución. Datuk Balia Yusof Wahi, Datuk Aziah Ali y Datuk Mohd Zawawi Salleh decidieron por unanimidad que el Tribunal Supremo no "evaluó críticamente" las pruebas presentadas por el químico del gobierno, el Dr. Seah Lay Hong. Como parte de su absolución anulada el 4 de marzo de 2014, Anwar fue sentenciado a cinco años de cárcel. Human Rights Watch y la Comisión Internacional de Juristas han acusado al gobierno de Malasia de inmiscuirse en este asunto judicial particular y dijeron que el veredicto tenía una motivación política. El 10 de febrero de 2015, el Tribunal Federal de Malasia confirmó la decisión del Tribunal de Apelaciones y confirmó la sentencia de prisión de cinco años. Fue enviado de inmediato a la prisión de Sungai Buloh, Selangor, para cumplir la condena.

## Controversias

### Judíos, Israel, APCO Worldwide y 1Malaysia
Anwar ha hecho numerosos comentarios sobre una supuesta conspiración entre el gobierno de Malasia, APCO (una empresa de relaciones públicas contratada por el gobierno de Malasia), Israel y los Estados Unidos. Anwar ha condenado al gobierno de Malasia por buscar asesoramiento de APCO. Él afirma que la empresa está vinculada al "asesinato de musulmanes en Palestina". Afirma además haber dado pruebas a un comité disciplinario del parlamento malasio, investigando sus comentarios, de que APCO es un frente para el gobierno israelí. En otra ocasión, Anwar, hablando desde el parlamento, afirmó que la firma estaba controlada por judíos y que trabajaba en nombre del gobierno estadounidense para influir en la política exterior de Malasia. Además, dio a entender que los cambios en la política exterior de Malasia solo podían explicarse si los judíos manipulaban Malasia para los Estados Unidos.
El 22 de abril de 2010, Anwar fue censurado por el parlamento de Malasia por las observaciones que hizo durante una conferencia de prensa en el Parlamento el 30 de marzo de 2010. Durante la conferencia de prensa, Anwar afirmó tener documentos que vinculaban 1Malaysia, One Israel y la firma de relaciones públicas APCO. Permitir acceso a los documentos cuando se desafía. Tanto el gobierno malasio como APCO han negado las acusaciones de Anwar. La moción de censura aprobada por el Dewan Rakyat remitió el caso de Anwar al Comité de Derechos y Privilegios, que recomendará un castigo para su aprobación por parte de la cámara llena. Tal castigo podría incluir ser expulsado del parlamento. Sin embargo, Anwar tomó represalias contra los ataques del gobierno malasio al producir dos documentos para respaldar sus afirmaciones de vínculos entre APCO y 1Malaysia.
En una conferencia de prensa en la Escuela de Londres de Ciencias Económicas, Anwar hizo comentarios sobre los sionistas y los "desagradables judíos". En la conferencia de prensa también afirmó que, "hay buenos judíos, hay malos judíos, hay buenos musulmanes y malos musulmanes". En mayo de 2010, B'nai B'rith International , una prominente organización judía de derechos humanos, condenó a Anwar en una carta al Comité de Relaciones Exteriores del Senado de los Estados Unidos, alegando que Anwar era un "proveedor de odio antijudío" y le pidió al Gobierno estadounidense para suspender todo contacto con Anwar.

### Conflicto árabe-israelí
En una entrevista con The Wall Street Journal, Anwar Ibrahim declaró: "Creo que nuestra política debe ser clara: proteger la seguridad [de Israel], pero debe ser tan firme en la protección de los intereses legítimos de los palestinos". Este comentario provocó una serie de críticas del partido gobernante de Malasia, UMNO. El miembro del parlamento de UMNO Khairy Jamaluddin declaró que los comentarios de Anwar "muestran un apoyo general para cualquier cosa que haga Israel" y que "el tema de Palestina es una prioridad principal de política exterior para mi partido, sería un problema durante el año electoral o de lo contrario ... no importa ".
El ex primer ministro Mahathir Mohamad dijo que no estaba sorprendido por los comentarios de Anwar, y declaró con respecto a la relación de Ibrahim con la comunidad judía, "No se puede ser amigable con ellos y en contra de ellos". El partido de oposición PAS, miembro del Pakatan Rakyat, dijo que respondería a los comentarios de Anwar el 12 de febrero de 2012.
Más tarde, Anwar aclaró su posición. Dijo que los comentarios eran consistentes con la solución de dos estados adoptada por las Naciones Unidas que es aceptada por el mundo árabe, así como por Malasia y Hamás, el gobierno palestino. "Estoy emitiendo una severa advertencia a cualquiera que intente torcer mi declaración solo para poder decir que he traicionado las aspiraciones del pueblo palestino", dijo, y continuó declarando que la postura de su partido "es defender los derechos de quien sea que ha sido víctima".

### Opinión sobre la homosexualidad y el matrimonio igualitario
Anwar afirmó que si bien se opone al matrimonio entre homosexuales y defiende la santidad del matrimonio entre hombres y mujeres, las leyes sobre la sodomía en Malasia deben modificarse ya que son "arcaicas". En una entrevista con British Broadcasting Corporation , Anwar reafirmó su creencia de que el matrimonio debería permanecer entre hombres y mujeres. Al aclarar sus comentarios sobre The Wall Street Journal , Anwar sostuvo que no aboga por legalizar la homosexualidad ni permitir el matrimonio entre homosexuales, solo que las leyes deberían enmendarse para garantizar que los asuntos privados no sean penalizados. "No es mi problema atacar a las personas o arrestar a las personas en función de su orientación sexual", dijo. "La moralidad está en la esfera pública, no debe ir más allá de eso".

### Páginas oficiales
- Anwar Ibrahim Home Page Archivado el 1 de febrero de 2009 en Wayback Machine.

### Afiliaciones y designaciones
- Senior Fellow in the School of Foreign Service at Georgetown University, Washington D.C.
- International Advisory Board, International Crisis Group.
- Honorary President, AccountAbility.
- Chairman, Broader Middle East North Africa Foundation for the Future.

- Datos: Q299574
- Multimedia: Anwar Ibrahim / Q299574